# فوویسم

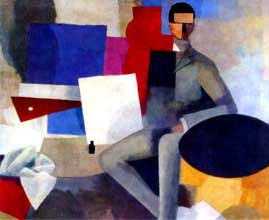

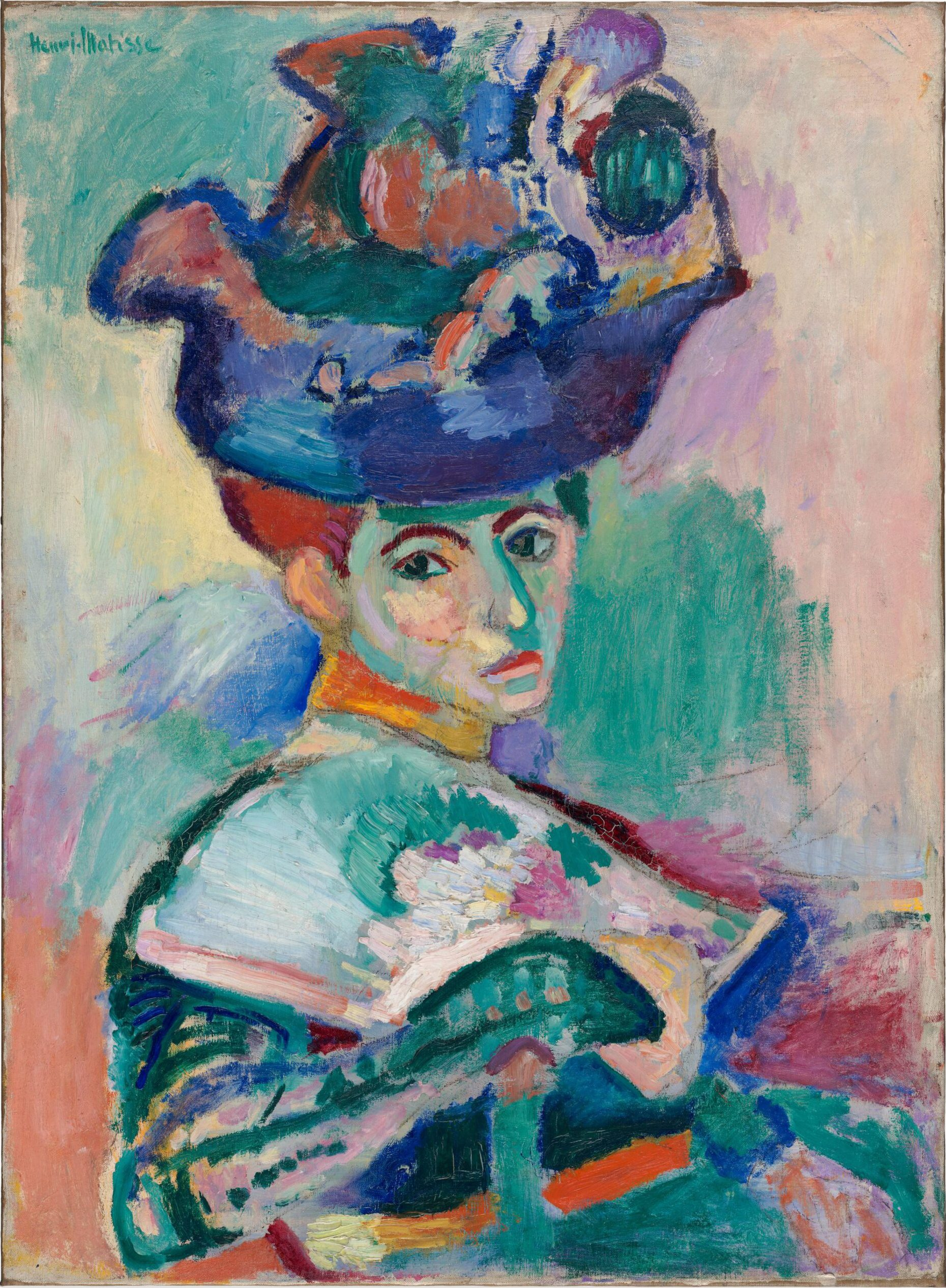
زنی با کلاه اثر آنری ماتیس،۱۹۵۰

فوویسم (به فرانسوی: fauvisme) مکتب گروهی از نقاشان فرانسوی بود که در آثار خود دورگیری‌های زمخت و رنگ‌های تند و نامتعارف و شکل‌های ساده‌شده به کار می‌بردند و از سه‌بعدنمایی و سایه‌روشن‌کاری پرهیز می‌کردند.
فوویسم از نخستین سبک‌های نقاشی در جنبش‌های پیشتاز هنر اروپا بود که بین ۱۸۹۸ تا ۱۹۰۸ در فرانسه پا گرفت و تا جنگ جهانی اول ادامه یافت.
فوویسم نخستین جنبش مهم نقاشی در سده بیستم است.
نقاشان فوویست خواست‌های درونی خود را به بازتاب دادن واقعیت بیرونی ترجیح می‌دادند. آن‌ها آثار خود را با استفاده از رنگ‌های خالص و شفاف به گونه‌ای پرخاشگرانه، پرشور، غیرواقعی و زمخت خلق می‌کردند. عنصر رنگ در آثار فوویست بویی فردی و شخصی دارد. هنرمندان این مکتب با وجود این‌که در استفاده از رنگ قانون‌شکنی کرده‌اند، ولی در مورد شکل کلی و تناسبات اجزای تصویر همچنان به طبیعت وفادار مانده‌اند.

## پیشینه
در نمایشگاه سالن پاییز به سال ۱۹۰۵ سیزده فوویست یا «دَدگر» آثارشان را به‌طور رسمی در شهر پاریس به نمایش گذاشتند، که با واکنش تند بازدیدکنندگان روبه رو شد. ایشان با آثارشان به مقابله با سلیقهٔ عامهٔ مردم برخاستند لویی وسل روزنامه نگار و منتقد، پس از مشاهدهٔ آثار این گروه، به ایشان لقب فو (fauves) داد . این کلمهٔ فرانسوی به معنای <<دَد>> یا <<جانور وحشی>> است. ( در نمایشگاه مجسمه ای از دوناتلو وجود داشت و این روزنامه نگار در نقد خود برای تمسخر نوشت : دوناتلو در میان حیوانات وحشی... ).
این لقب همچنین به واسطهٔ برخورد زمخت و جسورانه با رنگ بر ایشان نهاده شد . به نظر بسیاری منتقدان جنبش فوویسم زمینه ساز اکسپرسیونیسم بوده است.

## هنرمندان
هانری ماتیس، آندره دورن و موریس دو ولامینک هسته اصلی گروه فووها را تشکیل دادند.

## تأثیرات
این گروه در شکل‌گیری هیجان‌نمایی (اکسپرسیونیسم) آلمانی تأثیر عمده‌ای داشت.